# Walter Barrientos
Walter Barrientos Deza (Cuzco, 11 de julio de 1960) es un pintor y grabador neoexpresionista peruano. Vive y trabaja en Francia desde 1989.

## Biografía
Walter Barrientos proviene de una familia de campesinos peruanos andinos, de la provincia de Chumbivilcas, en la región del Cusco, sur del Perú. Quechuahablante, estuvo marcado por su experiencia como pastor nómada durante su infancia y luego por la violencia del conflicto armado en Perú que asolaría el país entre 1980 y 2000.
Walter Barrientos inició su carrera artística estudiando dibujo, grabado y pintura en la Escuela Nacional de Bellas Artes de Lima (Escuela Nacional Superior Autónoma de Bellas Artes del Perú), luego en la Escuela Autónoma de Bellas Artes del Cusco (Universidad Nacional de Arte Diego Quispe Tito ) entre 1981 y 1985, alumno de Manuel Abraham Cano Luza. Después de graduarse, se convirtió en profesor de grabado en la misma escuela en 1986.
En 1989 se trasladó a Francia, invitado por la Escuela de bellas artes de Montpellier para especializarse en grabado. Durante dos años será asistente del profesor Patrice Vermeille.
A partir de 1990, Walter Barrientos contribuyó activamente al desarrollo del taller de grabado de la Unión de Artes Plásticas de Montpellier que condujo a la creación de la Maison de la gravure de Montpellier en 2001, denominada Maison de la gravure Montpellier-Méditerranée en 2007.
Invitado a diversos países europeos por instituciones y galerías, Walter Barrientos está presente en colecciones privadas y públicas.
Desde su llegada a Francia en 1989, reside en Occitania (Montpellier, Toulouse, Pamiers).

## Obra
La expresión artística de Walter Barrientos es figurativa y narrativa: en la pintura como en el grabado, crea universos oníricos y caóticos, poblados de figuras humanas y animales donde la historia personal se cruza con la del mundo andino. 
Su obra explora temas como el desarraigo, el exilio, la memoria colectiva, la violencia política, la condición de los pueblos indígenas americanos, la ecología y la espiritualidad.
Esta obra, iniciada en la década de 1980, se aproxima al movimiento neoexpresionista del mismo período en Europa, que se define como una revalorización del territorio individual del artista, una reapropiación de los mitos colectivos, al tiempo que afirma y asume los valores y cualidades de la pintura como medio artístico. Las referencias de Walter Barrientos son entonces los artistas italianos de la Transavanguardia ( Sandro Chia, Enzo Cucchi, Mimmo Paladino...), los pintores alemanes ( Sigmar Polke, Anselm Kiefer, Georg Baselitz, Markus Lüpertz ) o incluso el artista catalán Miquel Barceló al que se siente muy cercano.
Además de sus afinidades con la pintura europea de finales XX XX siglo, las referencias de Barrientos también son americanas: Felipe Guaman Poma de Ayala, primer cronista peruano del XVI XVI siglo que, a través de ilustraciones y relatos, relata la conquista española y la caída del imperio inca y los exvotos de la mexicana Frida Kalho.
La técnica del grabado es un elemento esencial para enfocar la obra de Walter Barrientos, pues su práctica acompaña toda su investigación artística. Su obra está marcada por un constante deseo de innovación y experimentación, buscando reinventar el grabado y la pintura, mezclando varias técnicas y diferentes materiales recuperados y reciclados.
Su inspiración se encuentra tanto en sus orígenes andinos, incorporando patrones geométricos y símbolos de la cultura precolombina como del mundo contemporáneo.

## Exposiciones
- - Transhumance, Le Hang-Art, Esquièze-Sère, « Artistes et paysans », programme en région des Abattoirs, Musée – Frac Occitanie Toulouse, Francia, 2024[12]
  - Le corps transfiguré, Le Carmel, Pamiers, Francia, 2024[13]
  - Grâces, Musée Urbain Cabrol, Villefranche-de-Rouergue, Francia, 2023[14]
  - Entre ciel et terre, Collège Lakanal, Foix, Francia, 2022[15]
  - Creuser le papier. Graver le vivant, Odyssud, Blagnac, Francia, 2021[16]
  - Volver, Espace d’art contemporain, Bédarieux, Francia, 2020[17]
  - Des Andes à notre terre, Musée Goya, Castres, Francia, 2019[18]
  - Homenaje ENBA 100 años de arte en el Perú 1918 - 2018, Cusco, Perú, 2017[19]
  - 10 ans de gravure, Maison de la Gravure - Méditerranée, Espace Saint-Ravy, Montpellier, Francia, 2017[4]
  - Traces, Interkulturelles Zentrum, Heidelberg, Alemaña, 2016
  - XI Salón de Grabado cusqueño contemporáneao, Homenaje al Maestro Abraham Jesús Cano Luza, Cusco, Perú, 2015
  - Biennale internationale de Casablanca, Marruecos, 2012, 2014, 2018[20]
  - Chacun son genre, Musée Goya, Castres, Francia, 2008[7]
  - Walter Barrientos, Galerie Hélène Trintignan, Montpellier, Francia, 2001
  - D’Amérique latine, Carré Sainte-Anne, Montpellier, Francia, 1997[21]
  - Chiapas, dessins réalisés au Chiapas, México, Chapelle Saint-Louis de la Salpêtrière, Paris, Francia, 1996
  - Walter Barrientos, Circle Gallery, New-York, 1995 et 2008 et Bal-Harbour, EEUU, 1995[22]
  - Performance: dibujos de arena, Anvers et Gand, Bélgica y Saint-Paul-de-Vence, Francia, 1992, 1993, 1994
  - Les Hommes du Silence, Artothèque et Musée du Vieux Montpellier, Francia, 1993[23]
  - Amérique d’hier et d’aujourd’hui, Musée municipal de Frontignan et réalisation d’une peinture murale sur l’une des piles du Pont levant de Frontignan, Francia, 1992[24]

## Colecciones públicas
- - Universidad Nacional de Arte Diego Quispe Tito, Cusco, Perú
  - Ville de Bédarieux, Francia
  - Le Carmel, Ville de Pamiers, Francia
  - Les Abattoirs, Musée – Frac Occitanie Toulouse, Francia[25]
  - Arboretum, Bolestraszyce, Polonia

## Residencias artísticas
- Residencia Arboretum, Jardín Botánico, Bolestraszyce, Polonia, 2024 [26]
- Residencia de la Fundación Alexander y Renata Camaro, Berlín, Alemania, 2020 [27]
- Residencia Le Carmel, Pamiers, Francia, 2020
- Residencia artística Ifitry, Essaouira, Marruecos, 2012 [28]

## Educación
Walter Barrientos trabaja en escuelas y colabora con diferentes talleres, particularmente en grabado:
- Profesor de grabado, Universidad Nacional de Arte Diego Quispe Tito, Cusco, Perú, 1986 – 1988[1]
- Ayudante de cátedra de grabado, Escuela Superior de Bellas Artes de Montpellier (MO.CO), Francia, 1989-1992[29]
- Profesor en la Casa del Grabado Montpellier-Mediterráneo, Castelnau-le-Lez, Francia, 1993-2025[4]
- Asistente de enseñanza de grabado, Taller de grabado, Isdat, Toulouse, Francia, 2009-2010[30]
- Colaborador en talleres de grabado en escuelas y entornos sociales, Francia y Europa, 1990 – 2025[31]

## Cine
- Walter Barrientos / Memorias de la Fundación Camaro Berlín, Thalia Heninger, 2020[27]
- Walter Barrientos, El grabador galáctico, Quentin Bosc, 2019[32]
- 7 enfoques de los artistas visuales actuales : Hélène Arnal, Walter Barrientos, Bernard Belluc, André Cervera, Sylvain Corentin, Enzo, Pierre François, Escuela de Artes, Academia CRDP de Montpellier, Jean Soulet, 1996-2002, edición 2008[33]
- Walter Barrientos, Magia de colores y sentidos, Fabien Vie, 2006[34]

## Premios
Walter Barrientos recibió numerosos premios, especialmente al iniciar su carrera en Perú, lo que le permitió emprender una carrera internacional.
- 1984: Premio Inkar al Mejor Grabador Peruano del Año, Perú
- 1985:
  - Primer Premio de Grabado y Dibujo (Medalla de Oro) en el Primer Encuentro Nacional de Arte Peruano en Cusco, Perú
  - Premio Honorífico de la Universidad Nacional de San Antonio Abad del Cusco, Perú
- 1986: Segundo premio en la Primera Bienal Nacional de Grabado del Perú
- 1987: Premio Honorífico de la Municipalidad del Cusco, Perú
- 1988:
  - Premio Honorífico de la Municipalidad del Cusco, Perú
  - Primer Premio de Grabado en el Primer Festival de Arte de la Escuela de Bellas Artes del Cusco, Perú
  - Premio de la 2 Bienal Internacional del Cusco, Perú
- 1990: Primer premio de grabado en el primer Festival Ganges en Liberté, Francia